# Jean-Paul Mouren
 (septembre 2017).
Si vous disposez d'ouvrages ou d'articles de référence ou si vous connaissez des sites web de qualité traitant du thème abordé ici, merci de compléter l'article en donnant les références utiles à sa vérifiabilité et en les liant à la section « Notes et références ».
Pour les articles homonymes, voir Mouren.
Jean-Paul Mouren est un navigateur et un skipper professionnel français, né le 22 janvier 1953. Il est membre de la Société Nautique de Marseille.

## Biographie
Il habite à Marseille dans les Bouches-du-Rhône.

## Palmarès
- 1982 : vainqueur du Tour de France à la voile
- 1983 : 12e de la Solitaire du Figaro
- 1985 : 14e de la Solitaire du Figaro
- 1990 :
  - 13e de la Solitaire du Figaro
  - Vainqueur de la Solitaire de Porquerolles
- 1991 :
  - 6e de la Solitaire du Figaro
  - Vainqueur de la Skipper Elf Méditerranée
- 1992 :
  - Vainqueur du Spi Ouest-France
  - 2e du Championnat de France Solitaire
- 1993 : 10e de la Solitaire du Figaro
- 1994 :
  - 13e de la Solitaire du Figaro
  - Vainqueur de la Solitaire d'Arcachon
- 1995 : 9e de la Solitaire du Figaro
- 1996 :
  - 8e de la Solitaire du Figaro
  - Vainqueur de la Solitaire Le Havre
- 1997 : 29e de la Solitaire du Figaro
- 1998 :
  - 29e de la Solitaire du Figaro
  - 3e de la Transat AG2R avec Laurent Pellecuer sur Marseille Entreprise Qualité
- 1999 : 32e de la Solitaire du Figaro
- 2000 : 17e de la Solitaire du Figaro
- 2001 :
  - 20e de la Solitaire du Figaro
  - 3e du Trophée BPE
- 2002 :
  - 24e de la Solitaire du Figaro
  - 2e de la Transat AG2R avec Alexandre Toulorge sur Marseille Entreprise
- 2003 : 27e de la Solitaire du Figaro
- 2004 : 33e de la Solitaire du Figaro
- 2005 : 30e de la Solitaire du Figaro
- 2006 : 15e de la Solitaire du Figaro
- 2008 : vainqueur de la Transat AG2R avec Laurent Pellecuer sur SNEF et Cliptol Sport[1]

## Engagement écologique
Créateur de la Charte du Plaisancier, Jean-Paul Mouren est engagé depuis 20 ans dans la sensibilisation des plaisanciers vis-à-vis de la protection de la mer. Il organise notamment chaque année un trophée de course à la voile, ainsi qu'une opération de nettoyage des calanques de Marseille, afin de préserver l'avenir du site, de sa faune et de sa flore, et contribuer à la prise de conscience des utilisateurs de la mer quant à l'importance d'une gestion responsable des déchets. Cette opération regroupant de plus en plus de participants, permet la récupération en plongée des déchets polluant les fonds des calanques. Elle se déroule chaque année vers Pentecôte.